# Olivér Gáspár
Olivér Gáspár (Brașov, 15 juni 1925) is een voormalig in Roemenië geboren Hongaars voetbaltrainer. In België en Nederland was hij de hoofdtrainer van Patro Eisden Maasmechelen, De Valk, KFC Malinois en Telstar.